# Scharkapelle

Kapelle am Schartor um 1590 (das Gebäude mit Ankern davor), zu dieser Zeit schon entwidmet. Ausschnitt aus Braun/Hogenberg: Civitates Orbis Terrarum, Bd. 4, Blt. 36

Die Scharkapelle war eine Kapelle in Hamburg in der Nähe des Schaartors (Schartors) am Hafen. Sie wurde 1375 errichtet, nach der Reformation 1529 entwidmet und später abgerissen.

## Bezeichnung
Der Sage nach wurde die Kapelle nach dem heiligen Anscharius (oder Ansgar), dem ersten Erzbischof in Hamburg, benannt, der „an der Uferstelle, wo er zuerst das Land betreten“ hatte, ein Marienbild ausstellte. Dieses soll später in eine Nische des Schartors gesetzt worden sein. Aus Anscharius wäre dann die Bezeichnung Schar geworden.
Vermutlich leitet sich die Bezeichnung aber von dem Flurnamen Schar oder Schaar ab, der die dortige Schiffslandestelle bezeichnete, „ein vor der Stadt am Hafen belegenes freies Ufer, was in Altsächsischer Sprache Schar oder Scher hieß (im Englischen shore)“. Zur Unterscheidung von dem Mariendom, nannte man diese Kapelle daher niederdeutsch „Sunte Maria to’m Schare“, lateinisch „ecclesia tom Schare“, oder auch „Schar-Kapelle“.

## Geschichte
Die Scharkapelle lag am Schartor, dem Tor zum Hafen in der Nähe des Baumwalls. Wie auch andere Hamburger Tore im 14. Jahrhundert war dieses ursprünglich mit einer Darstellung der Stadtpatronin Maria versehen (vergleich auch das Ponttor in Aachen). Das Bild am Schartor wurde jedoch von ein- und ausziehenden Pilgern und Seeleuten besucht und galt als wundertätig: „Und kein Schiffer ging aus dem Hafen, der nicht daselbst die Mutter des Heilandes um Fürbitte bei dem Allmächtigen angefleht hätte, daß ihm eine glückliche Reise und fröhliche Heimkehr zu Theil werden möge; und Keiner kam glücklich heim, der nicht an derselben Stätte seinen Dank mit Gebet und Almosen geopfert hätte.“
1371 beschlossen der Stadtrat und Domkapitel, an jener Stelle hart am Ufer ein Bethaus zu erbauen, „dar man schall inne setten dat Bilde der hilligen Juncfrouwen, welck nu steit in der Müren der Stad by der Poorten Schardor“. 1375 wurde mit dem Bau, finanziert durch die Stadt und Stiftungen von Bürgern, begonnen. War zunächst nicht geplant, die Kapelle für Gottesdienste zu nutzen, erhielt sie aber später doch einen der Stadtpatronin Maria geweihten Altar, wie aus Stiftungen liturgischer Geräte aus den Jahren 1376 und 1377 hervorgeht. Auch später wurden die Altäre mit Stiftungen bedacht.
Ende des 14. Jahrhunderts war die Kapelle, wie der Hauptaltar, inzwischen dem Hl. Clemens geweiht. Zwei weitere Altäre waren dem Heiligen Geist und der Hl. Margarete gewidmet. Um 1500 wurde der Bau schließlich um eine Kapelle erweitert, in der ein Annenaltar aufgestellt wurde. Über die künstlerische Ausstattung und die Baugestaltung der Kapelle ist nichts Näheres bekannt. Um 1450 war also aus dem Bethaus eine förmliche Kapelle geworden, in welcher von der Jacobsbrüderschaft, einer Korporation von Schiffern und ihren Frauen, regelmäßig Gottesdienst gehalten wurde.
Während des reformatorischen Bildersturm 1528 wurden Altäre, Bilder und Heiligthümer umgerissen und zertrümmert. Nach der Reformation, hatte das Bauwerk 1529 seine Bedeutung verloren, da es nicht mehr liturgisch genutzt wurde. Das Vermögen der Kapelle sowie der Jacobs-Brüderschaft wurde von der Stadtkasse eingezogen, sämtliche Kleinodien („darunter an Gold- und Silber-Sachen viele Monstranzen, Altarkelche und Patenen, Crucifixe, Apostelbilder u. s. w., auch eine feine Krone zum St. Marien-Bilde gehörig“), Zierart, Chorröcke, Messgewänder usw. wurden verkauft. Vorübergehend wurden dort Gewehre, Schießpulver und Blei aufbewahrt, bevor es ab 1538 für über 50 Jahre als Getreide-Magazin genutzt wird.
1597 beschließen Rat und Bürger, dass an dieser Stätte mit dem Vermögen der Kapelle und der Jacobs-Brüderschaft ein Waisenhaus errichtet werden soll. Möglich wird dies durch ein ansehnliches Vermächtnis des Bürgers Jochim Biel. 1604 wird das Waisenhaus auf dieser Stelle gebaut und ein „Kirchlein darin zum Gottesdienst geweiht“.
1781 wird das neuere Waisenhaus in der Admiralität-Straße erbaut, und 1801 das bis dahin als Schul- und Arbeitshaus der Armen-Anstalt benutzte Gebäude verkauft, abgebrochen, und die Fläche der Schar-Kapelle mit Häusern und Speichern bebaut.